# To the Death 84
To the Death 84 è la ristampa su CD e doppio LP del secondo demo della band canadese Voivod, originariamente registrato direttamente su musicassetta nel 1984.
Questo demo, diffuso dalla band a numerose fanzine e case discografiche, permetterà di farsi notare nel circuito metal e ottenere il primo contratto discografico con Metal Blade per l'incisione di War and Pain.

## Tracce
1. Voivod (4:27)
2. Condemned to the Gallows (4:58)
3. Hell Driver (4:00)
4. Live for Violence (5:18)
5. War and Pain (5:01)
6. Incantation (2:13)
7. Buried Alive (Venom cover) / Suck Your Bone (6:55)
8. Blower (3:11)
9. Slaughter in a Grave (4:36)
10. Nuclear War (7:27)
11. Black City (5:26)
12. Iron Gang (4:47)
13. Evil (Mercyful Fate cover) (3:50)
14. Bursting Out (Venom cover) (2:49)
15. Warriors of Ice (5:11)

Il disco in versione doppio vinile ospita i pezzi 1-8 sul primo disco e sul secondo disco i pezzi 9-15.

## Formazione
- "Snake" Denis Bélanger  - voce
- "Blacky" Jean-Yves Thériault - basso
- "Away" Michel Langevin  - batteria
- "Piggy" Denis D'Amour  - chitarra